# Seienchin
Seienchin è un kata di karate, maggiormente noto nello stile del Gōjū-ryū, del Ryūei-ryū, del Sankukai e del Shito-Ryu.

## Caratteristiche nello stile Gōjū-ryū
Seienchin (oppure Seiyunchin ove conserva la scrittura cinese, o ancora Seiunchin, kanji: 制引戦; katakana: セイユンチン) è il dodicesimo kata di karate  dello stile Gōjū-ryū ed il secondo dei kata superiori (Kaishuu kata).
Significa "La quiete dentro la tempesta", invece secondo altri “seguire liberamente (il cambiamento della situazione di combattimento)”, o ancora "marciare lontano in silenzio", ma le traduzioni di questo antico kata cinese sono molteplici. Il suo nome cinese è Seiyunchin: yun designa il movimento e jing forza o energia(*queste traduzioni dal giapponese sono assolutamente inaccurate). Seienchin è quindi il kata attraverso il quale si impara e si acquisisce un'energia mobile che segue adeguatamente la situazione mutevole del combattimento. 
Di solito viene eseguito per la cintura nera 1° dan assieme al kata Tensho.

## Tecniche del kata nello stile Gōjū-ryū
Nel kata vengono usate le gambe solo per lo spostamento, non per dare calci. La tecnica delle gambe, ovvero lo spostamento, permette di assicurare una migliore efficacia alle tecniche di mano.

## Curiosità
Questo kata compare anche nel famoso film Karate Kid 3 - La sfida finale.